# Гексахлорородат(III) натрия
Гексахлорородат(III) натрия — неорганическое соединение, комплексное соединение металла родия с формулой Na3[RhCl6], розовые кристаллы, хорошо растворимые в воде, образует кристаллогидрат.

## Получение
- Пропускание хлора через смесь порошкообразного родия и хлорида натрия:

{\displaystyle {\mathsf {2Rh+3Cl_{2}+6NaCl\ {\xrightarrow {300^{o}C}}\ 2Na_{3}[RhCl_{6}]}}}
- Реакция между концентрированными спиртовыми растворами хлорида родия(III) и хлорида натрия:

{\displaystyle {\mathsf {RhCl_{3}+3NaCl\ {\xrightarrow {}}\ 2Na_{3}[RhCl_{6}]\downarrow }}}

## Физические свойства
Гексахлорородат(III) натрия образует розовые кристаллы.
Хорошо растворяется в воде.
Образует кристаллогидрат Na3[RhCl6]•12H2O — тёмно-красные кристаллы.

## Химические свойства
- Разлагается при нагревании:

{\displaystyle {\mathsf {2Na_{3}[RhCl_{6}]\ \xrightarrow {>550^{o}C} \ 2Rh+6NaCl+3Cl_{2}}}}
- Реагирует с кислотами:

{\displaystyle {\mathsf {Na_{3}[RhCl_{6}]+3HCl\ \xrightarrow {0-5^{o}C} \ H_{3}[RhCl_{6}]+3NaCl}}}
- Реагирует с концентрированными щелочами:

{\displaystyle {\mathsf {2Na_{3}[RhCl_{6}]+6NaOH+2H_{2}O\ {\xrightarrow {}}\ Rh_{2}O_{3}\cdot 5H_{2}O\downarrow +12NaCl}}}
- Восстанавливается водородом[1]:

{\displaystyle {\mathsf {2Na_{3}[RhCl_{6}]+3H_{2}\ {\xrightarrow {400-500^{o}C}}\ 2Rh+6NaCl+6HCl}}}